# Исам Захредин
Исам Захредин, познат и као „Брка" (арап. الدين‎ زهرعصام; Тарба, 9. септембар 1961 — Деир ез Зор, 18. октобар 2017) био је сиријски генерал-мајор, јунак одбране Деир ез Зора, симбол националног отпора и једна од познатијих личности током рата у Сирији.

Почетком грађанског рата у Сирији, генерал Захредин је био командант 104. бригаде Републиканске гарде, где је учествовао у борбама са побуњеницима. Током 2013. је био командант сиријских снага у бици за Алеп. Највећу славу, Брка је стекао као командант одбране града Деир ез Зора који се налазио под опсадом одреда Исламске државе, дуже од 3 године. Снаге под његовом командом су све време јуначки одолевале нападима терориста и успеле су да одбране град. Генерал Захредин је био познат као строг али правичан и добар командант који је био вољен од стране својих војника али и у народу. Појављивао се на првим линијама фронта и више пута је био рањаван у борбама. Погинуо је 18. октобра 2017, свега месец дана након пробоја опсаде, када је његово возило налетело на мину.